# 国际反腐败学院
国际反腐败学院（英語：International Anti-Corruption Academy，缩写IACA），位于奥地利维也纳拉克森堡，是根据《建立国际反腐败学院协定》成立的世界上第一家反腐败国际学院。国际反腐败学院不仅是国际组织，也是高等教育机构。

## 概述

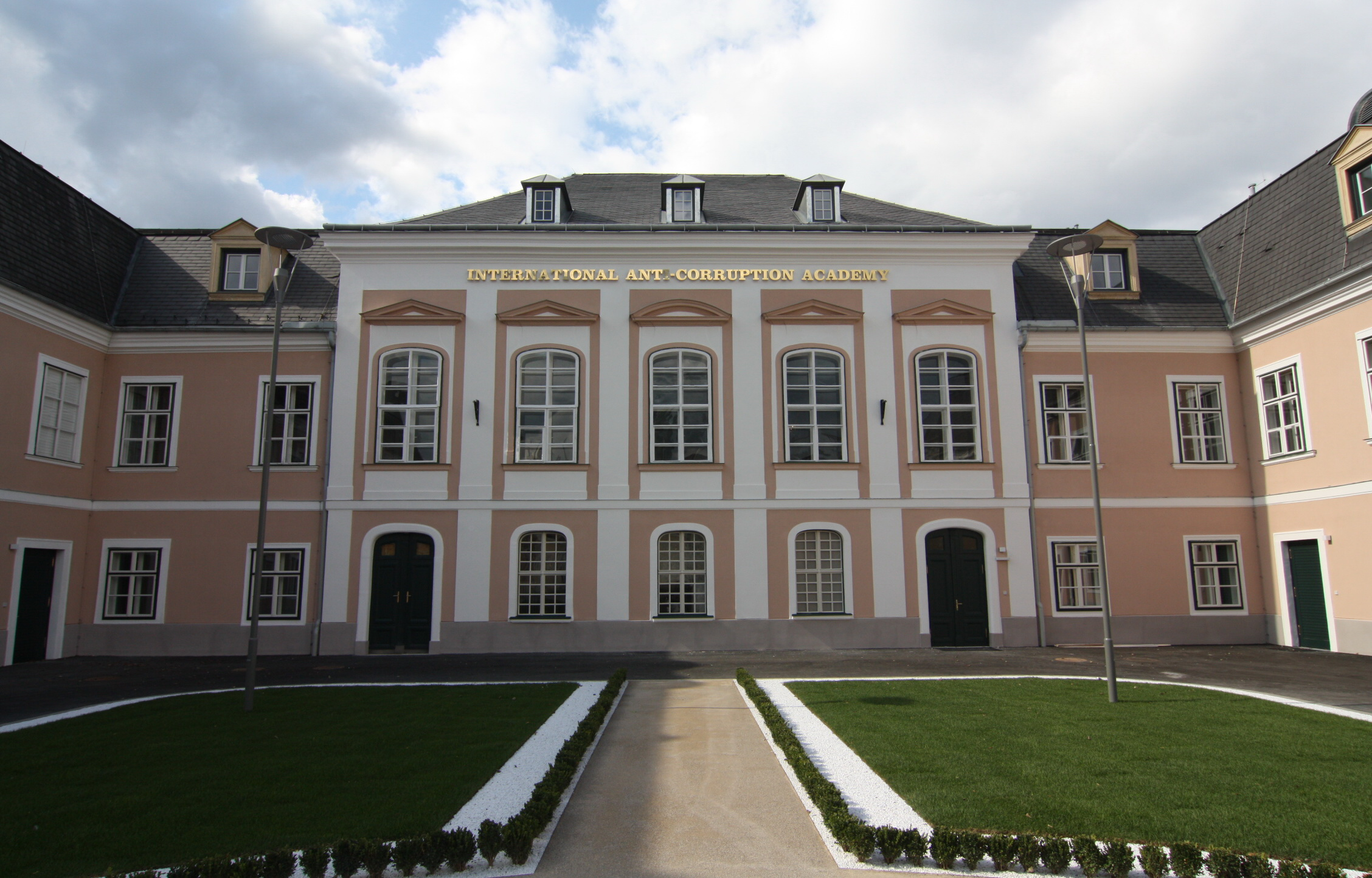

国际反腐败学院于2010年9月2日举办成立大会，联合国秘书长潘基文出席成立大会并发表讲话。该学院由联合国毒品和犯罪问题办公室（United Nations Office on Drugs and Crime (UNODC)）、奥地利政府、欧洲反欺诈办公室（European Anti-Fraud Office (OLAF)）等机构倡议成立，国际刑警组织予以支持。截至2010年9月2日，共有约30个国家及1个欧洲组织签署了《建立国际反腐败学院协定》（the Agreement for the Establishment of the International Anti-Corruption Academy as an International Organization）。凡在2010年12月31日前签署该协定的国家和组织均被视作国际反腐败学院的创始成员。2011年3月8日，该组织正式成为国际组织。截至2014年10月，该组织由71个联合国成员国以及3个国际组织构成。2014年11月，中国决定加入国际反腐败学院。
警察、法官、检察官、银行家、企业代表都可参加该学院的反腐败培训。2010年秋，该学院开设首期培训班。2011年起，拓展教学内容，其中包括开展授予毕业学位的教育。该学院经费来源主要有：《建立国际反腐败学院协定》缔约方自愿捐款，私营部门及其他捐助者自愿捐款，学费、培训班及技术援助费、出版物及其他服务收入。

## 宗旨
根据《建立国际反腐败学院协定》，该学院的宗旨是通过下述方式促进有效和高效防止和打击腐败：
1. 提供反腐败教育和专业培训；
2. 进行和促进对腐败所有方面的深入研究；
3. 提供打击腐败方面其他相关形式的技术援助；
4. 促进打击腐败方面的国际合作和建立网络。[1]

## 历任院长
- 马丁·克罗伊特纳（2010年-）[1]

## 另見
- 透明国际
- 联合国反腐败公约